# 쏘닉스
쏘닉스(Sawnics Inc.)주식회사는 글로벌 무선 칩 필터 파운드리 전문기업이다. 대표이사는 양형국이며 본사가 경기도 평택시 청북읍 현곡산단로93번길 81이다.KB증권을 주관사로 기술특례 코스닥 시장에 상장할 예정이다.

## 참고문헌
1. ↑  차은지, 쏘닉스 "글로벌 RF필터 파운드리 초격차기업될 것", 한국경제, 2023.10.20
2. ↑  김효진, 내달 7일 기술특례 상장 쏘닉스... "2024년 흑자전환 원년", 더스탁, 2023.10.28